# Corp algebric închis
În matematică un corp K este algebric închis dacă orice polinom din K[x] care nu este format doar dintr-o constantă (din inelul polinoamelor cu coeficienți în K) are o rădăcină în K.

## Exemple
De exemplu, corpul numerelor reale nu este algebric închis deoarece ecuația polinomială {\displaystyle x^{2}+1=0} nu are nicio soluție în numere reale, chiar dacă toți coeficienții săi (1 și 0) sunt reali. Același argument demonstrează că niciun subcorp al corpului real nu este algebric închis; în special, corpul numerelor raționale nu este algebric închis. De asemenea, niciun corp finit K nu este algebric închis, deoarece dacă a1, a2, ... , an sunt elemente din K, atunci polinomul {\displaystyle (x-a_{1})(x-a_{2}),\,\dots \,,(x-a_{n})+1} nu are rădăcini în K. Prin contrast, teorema fundamentală a algebrei afirmă că corpul numerelor complexe este algebric închis. Un alt exemplu de corp algebric închis este corpul numerelor algebrice (complexe).

## Proprietăți echivalente
Fiind dat un corp K, afirmația „K este algebric închis” este echivalentă cu alte afirmații:

### Singurele polinoame ireductibile sunt cele de gradul întâi
Corpul K este algebric închis dacă și numai dacă singurele polinoame ireductibile din inelul polinoamelor K[x] sunt cele de gradul întâi.
Afirmația „polinoamele de gradul întâi sunt ireductibile” este trivial adevărată pentru orice domeniu. Dacă K este algebric închis și p(x) este un polinom ireductibil al lui K[x], atunci are o anumită rădăcină a, prin urmare, p(x) este un multiplu al lui {\displaystyle x-a}. Deoarece p(x) este ireductibil, aceasta înseamnă că {\displaystyle p(x)=k(x-a)}, pentru unele {\displaystyle k\in f\setminus \left\lbrace 0\right\rbrace .} Pe de altă parte, dacă K nu este algebric închis, atunci există un polinom neconstant p(x) în K[x] fără rădăcini în K. Fie q(x) un factor ireductibil al p(x). Deoarece p(x) nu are rădăcini în K, q(x) nu are rădăcini în K. Prin urmare, q(x) are un grad mai mare decât unu, deoarece fiecare polinom de gradul întâi are o rădăcină în K.

### Orice polinom este un produs de polinoame de gradul întâi
Corpul K este algebric închis dacă și numai dacă fiecare polinom p(x) de grad {\displaystyle n\geq 1} cu coeficienți în K se descompune în factori liniari. Cu alte cuvinte, există elemente {\displaystyle k,\ x_{1},x_{2},\dots ,x_{n}}din corpul K astfel încât {\displaystyle p(x)=k(x-x_{1})(x-x_{2})\dots (x-x_{n}).}
Dacă K are această proprietate, atunci în mod clar fiecare polinom neconstant din K[x] are o anumită rădăcină în K; cu alte cuvinte K este algebric închis. Pe de altă parte, faptul că proprietatea menționată aici este valabilă pentru K dacă K este algebric închis rezultă din proprietatea anterioară, împreună cu faptul că pentru orice corp K orice polinom din K[x] poate fi scris ca produs al unor polinoame ireductibile.

### Polinoamele de gradul întâi au rădăcini
Dacă fiecare polinom de gradul întâi din K are o rădăcină în K, atunci fiecare polinom care nu este unul constant are o rădăcină în K. Rezultă că un corp este algebric închis dacă și numai dacă fiecare polinom de gradul întâi din K are o rădăcină în K.

### Corpul nu are o extindere algebrică proprie
Corpul K este algebric închis dacă și numai dacă nu are o extindere algebrică proprie.
Dacă K nu are o extindere algebrică proprie, fie p(x) un polinom ireductibil în K[x]. Apoi resturile K[x] modulo idealul generat de p(x) este o extindere algebrică a K al cărei grad este egal cu gradul lui p(x). Deoarece nu este o extindere proprie, gradul său este 1, prin urmare gradul lui p(x) este 1.
Pe de altă parte, dacă K are o extindere algebrică proprie K, atunci polinomul minimal al unui element din {\displaystyle K\setminus F} este ireductibil, iar gradul său este mai mare ca 1.

### Corpul nu are o extindere algebrică finită
Corpul K este algebric închis dacă și numai dacă nu are o extindere finită proprie, deoarece dacă în cadrul corpului algebric închis expresia „extindere algebrică” este înlocuită cu „extindere finită”, atunci demonstrația este încă valabilă. (extinderile finite sunt neapărat algebrice.)

### Orice endomorfism alKnare vectori proprii
Corpul K este algebric închis dacă și numai dacă, pentru fiecare număr natural n, orice aplicație liniară alui Kn peste sine însuși are vectori proprii.
Un endomorfism al Kn are vectori proprii dacă și numai dacă polinomul caracteristic are rădăcini. Prin urmare, când K este algebric închis, orice endomorfism al Kn are vectori proprii. Pe de altă parte, dacă fiecare endomorfism al Kn are vectori proprii, fie p(x) un element al lui K[x]. Împărțind prin coeficientul său principal, obținem un alt polinom q(x) care are rădăcini dacă și numai dacă p(x) are rădăcini. Dar dacă {\displaystyle q(x)=x^{n}+a_{n-1}x^{n-1}+\,\dots \,+a_{0}}, atunci q(x) este polinomul caracteristic al matricei companion n × n
{\displaystyle {\begin{pmatrix}0&0&\cdots &0&-a_{0}\\1&0&\cdots &0&-a_{1}\\0&1&\cdots &0&-a_{2}\\\vdots &\vdots &\ddots &\vdots &\vdots \\0&0&\cdots &1&-a_{n-1}\end{pmatrix}}.}

### Descompunerea expresiilor raționale
Corpul K este algebric închis dacă și numai dacă fiecare funcție rațională de o singură variabilă x, cu coeficienți în K, poate fi scriăs ca suma unor funcții polinomiale cu funcții raționale de forma {\displaystyle a/(x-b)^{n}}, unde „n” este un număr natural iar a și b sunt elemente ale K.
Dacă K este algebric închis atunci, deoarece polinoamele ireductibile din K[x] sunt toate de gradul întâi, afirmația menționată mai sus este valabilă datorită teoremei descompunerii fracției parțiale.
Pe de altă parte, să presupunem că proprietatea menționată mai sus este valabilă pentru corpul K. Fie p(x) un element ireductibil în K[x]. Atunci funcția rațională 1/p poate fi scrisă ca suma unei funcții polinomiale q cu funcții raționale de forma {\displaystyle a/(x-b)^{n}}. Prin urmare, expresia rațională
{\displaystyle {\frac {1}{p(x)}}-q(x)={\frac {1-p(x)q(x)}{p(x)}}}
poate fi scrisă ca un raport de două polinoame în care numitorul este un produs al polinoamelor de gradul întâi. Deoarece p(x) este ireductibil, trebuie să fie un divizor al acestui produs, prin urmare trebuie să fie un polinom de gradul întâi.

### Polinoame și rădăcini coprime
Pentru orice corp K, dacă două polinoame p(x), q(x) ∈ K[x] sunt coprime atunci nu au o rădăcină comună, pentru că dacă {\displaystyle a\in F} ar fi o rădăcină comună, atunci p(x) și q(x) ar fi ambii multipli ai lui {\displaystyle x-a,} prin urmare, nu ar fi coprime. Corpurile pentru care este valabilă implicația inversă (adică corpurile în care oricare două polinoame nu au o rădăcină comună sunt coprime) sunt tocmai corpurile închise algebric.
Dacă corpul K este algebric închis, fie p(x) și q(x) două polinoame care nu sunt coprime și să fie r(x) cel mai mare divizor comun. Apoi, din moment ce r(x) nu este constant, va avea o anumită rădăcină a, care va fi apoi o rădăcină comună a p(x) și q(x).
Dacă K nu este algebric închis, fie p(x) un polinom al cărui grad este cel puțin 1, fără rădăcini. Atunci, deși p(x) și p(x) nu sunt coprime, nu au rădăcini comune (deoarece niciunul din ele nu are rădăcini).

## Alte proprietăți
Dacă K este un corp algebric închis și n este un număr natural, atunci K conține toate cele n rădăcini ale unității, deoarece acestea sunt (prin definiție) cele n  (nu neapărat distincte) zerouri ale polinomului {\displaystyle x^{n}-1.}. O extindere a corpului care este conținută într-o extindere generată de rădăcinile unității este o extindere ciclotomică, iar extinderea unui corp generat de toate rădăcinile unității se numește uneori închiderea ciclotomică. Astfel corpurile închise algebric sunt închise ciclotomic. Inversa nu este adevărată. Chiar presupunând că fiecare polinom al formei {\displaystyle x^{n}-a} se divide prin factori liniari nu este suficient pentru a se asigura că corpul este algebric închis.
Dacă o propoziție care poate fi exprimată în limbajul logicii de ordinul întâi este adevărată pentru un corp algebric închis, atunci este adevărată pentru orice corp algebric închis cu aceeași caracteristică. Mai mult, dacă o astfel de propoziție este valabilă pentru un corp algebric închis cu caracteristica 0, atunci nu numai că este valabilă pentru toate celelalte corpuri închise algebric cu caracteristică 0, ci există și un număr natural N astfel încât propoziția este valabilă pentru orice corp algebric închis cu caracteristica p când p > N.
Orice corp K are o extindere care este închisă algebric. O astfel de extindere se numește extindere închisă algebric. Dintre toate aceste extinderi există doar una până la izomorfism, dar nu unicul izomorfism care este o extindere algebrică a lui K;  se numește închidere algebrică a lui K.
Teoria corpurilor închise algebric are eliminarea cuantificatorilor.